# The Space Between Us (filme)
The Space Between Us (O Espaço Entre Nós no Brasil, O Espaço Que Nos Une em Portugal) é um filme de ficção científica e romance americano de 2017, dirigido por Peter Chelsom e escrito por Allan Loeb, a partir de um roteiro de Stewart Schill, Richard Barton Lewis e Loeb. O filme é estrelado por Gary Oldman, Asa Butterfield, Britt Robertson e Carla Gugino, e segue um adolescente, nascido em Marte, que viaja para a Terra.
As gravações começaram em 14 de setembro de 2015, em Albuquerque, Novo México. O filme foi lançado em 3 de fevereiro de 2017 pela STXfilms. Ele recebeu críticas negativas dos críticos e foi considerado um fracasso de bilheteria, arrecadando US$ 14,8 milhões contra seu orçamento de US$ 30 milhões.

## Enredo
O multimilionário Nathaniel Shepard, CEO da Genesis, lança a primeira missão para colonizar Marte. Durante a jornada, a astronauta Sarah Elliot descobre que está grávida. Ela dá à luz Gardner depois de desembarcar em Marte e morre de eclampsia; O pai de Gardner é desconhecido. Nathaniel mantém Gardner em Marte como um segredo; ele teme um desastre de relações públicas e retornar à Terra pode ser perigoso para a saúde de Gardner. Gardner é criado pela astronauta Kendra Wyndham e outros cientistas em Marte.
Dezesseis anos depois, ele invade um robô que ajudou a construir para obter acesso aos pertences pessoais de sua mãe. Ele encontra uma aliança e um vídeo de Sarah e um homem em uma casa de praia. Convencido de que o homem é seu pai, Gardner decide encontrá-lo. Em uma sala de bate-papo na Internet, Gardner conversa com Tulsa, uma garota de rua inteligente do Colorado que vive no sistema de assistência social. Ela acredita que Gardner está confinado a uma cobertura devido à osteogênese imperfeita. Eles discutem seus planos para o futuro e Gardner promete visitá-la algum dia.
O vídeo de Kendra liga para Nathaniel e o diretor do Genesis, Tom Chen; ela diz que Gardner é extremamente inteligente e quer que ele seja autorizado a ir à Terra. Nathaniel recusa; Gardner teria que fazer uma cirurgia arriscada para aumentar sua densidade óssea e treinar para se adaptar à pressão atmosférica da Terra. Gardner passa por uma cirurgia e treinamento contra os desejos de Nathaniel e embarca em um ônibus para a Terra com Kendra e vários outros astronautas.
Quando eles chegam à Terra, Nathaniel fica com raiva de Tom, que manteve em segredo o treinamento de Gardner. Gardner está em quarentena na NASA enquanto passa por exames médicos para determinar sua aptidão para a vida na Terra. Quando os testes mostram que Gardner não pode viver na Terra por muito tempo, ele escapa e encontra Tulsa e a convence a ajudar a encontrar seu pai. Eles são seguidos por Nathaniel e Kendra, que tentam convencer Gardner a retornar à NASA, mas ele foge com Tulsa e descobre a localização do homem que se casou com os pais de Gardner, Shaman Neka. Nathaniel e Kendra aprendem que o corpo de Gardner contém níveis perigosamente altos de troponina, indicativos de um coração aumentado, que não pode suportar a pressão atmosférica da Terra; Gardner deve ser devolvido a Marte imediatamente se quiser sobreviver.
Gardner confessa suas verdadeiras origens a Tulsa, que não acredita nele. Eles encontram Neka, que concorda em ajudá-los e deixa Tulsa usar seu computador para localizar a casa de praia do vídeo de Gardner. Eles viajam para Summerland, Califórnia, parando em Las Vegas por diversão, onde Gardner desmaia e é levado para um hospital. Os raios X mostram tubos de carbono nos ossos de Gardner, e Tulsa finalmente acredita nas alegações de Gardner de nascer em Marte. Gardner sabe que não pode sobreviver na Terra e quer conhecer seu pai antes de morrer. Tulsa o ajuda a sair furtivamente do hospital e eles dirigem para a casa de praia; eles conhecem o homem do vídeo de Gardner que é irmão de Sarah, não o pai de Gardner. Gardner acha que isso é uma mentira e corre para o mar, dizendo a Tulsa que é aqui que ele quer morrer antes de desmaiar.
Nathaniel e Kendra chegam a tempo de salvar Gardner com a RCP. Gardner pergunta a Nathaniel sobre Sarah e percebe que Nathaniel é seu pai. Nathaniel, Kendra e Tulsa apressam Gardner para um Dream Chaser e entram em órbita, esperando que isso estabilize Gardner. Livre da gravidade da Terra, Gardner é revivido.
Logo depois, Gardner embarca em um ônibus espacial para Marte depois de compartilhar uma separação emocional com Tulsa. Kendra, que está se aposentando do status de voo ativo da NASA, adota Tulsa. Determinado a se juntar a Gardner em Marte, Tulsa se junta ao programa de treinamento de Kendra. Gardner é visto de volta em Marte com Nathaniel.

## Elenco
- Gary Oldman como Nathaniel Shepherd
- Asa Butterfield como Gardner Elliot
- Carla Gugino como Kendra Wyndham
- Britt Robertson como Tulsa
- B. D. Wong como Diretor da Genesis Tom Chen
- Janet Montgomery como Sarah Elliot
- Trey Tucker como Harrison Lane
- Scott Takeda como Dr. Gary Loh
- Adande Thorne como Scott Hubbard
- Colin Egglesfield como irmão da Sarah
- Gil Birmingham como Shaman Neka
- Logan Paul como Roger
- Danny Winn como Dr. Cox

## Produção
Em 1999, a Universal Pictures e a Mike Lobell Productions adquiriram um roteiro, então intitulado Mainland, sobre um adolescente rebelde nascido na Lua que desejava vir à Terra, mas cuja fisiologia, temia-se, não seria capaz de sobreviver à transição. Depois de reescritas fracassadas por Allison Burnett (Autumn in New York), o projeto foi colocado em hiato, quando Lobell deixou a Universal para um acordo na Castle Rock Entertainment. O projeto permaneceu improdutivo por mais de uma década.[carece de fontes?]
Em 13 de março de 2014, uma fonte da indústria revelou que um filme de aventura e ficção científica intitulado Out of This World estava em desenvolvimento na Relativity Media, com roteiro de Allan Loeb. Mais tarde, em agosto de 2014, foi relatado que Peter Chelsom, que já havia dirigido Hector and the Search for Happiness para a Relativity, foi contratado para dirigir o filme, enquanto a Relativity produziria e distribuiria. Richard B. Lewis, da Southpaw Entertainment, foi contratado para produzir o filme e também recebeu um crédito de "história por".
Em 2 de fevereiro de 2015, Asa Butterfield foi escolhido para interpretar o personagem principal do filme, um adolescente criado em Marte que acaba se apaixonando por uma garota na Terra com quem ele está se comunicando. Chelsom e Tinker Lindsay reescreveram o roteiro. Em 13 de julho de 2015, foi anunciado que a Relativity estava vendendo o projeto para a STX Entertainment, a fim de chegar a um acordo com seus credores e evitar ter que declarar falência. A STX produziu e distribuiu o filme. Em 31 de julho de 2015, Gary Oldman, Carla Gugino e Britt Robertson se juntaram ao elenco do filme então sem título. Robertson interpretaria a protagonista feminina, uma adolescente do Colorado. Em 8 de setembro de 2015, foi anunciado que o título do filme seria The Space Between Us, e que BD Wong e Janet Montgomery foram adicionados ao elenco. Em 30 de setembro de 2015, Trey Tucker se juntou ao filme para interpretar um astronauta, e em 23 de outubro de 2015, Scott Takeda foi escalado para interpretar um médico no filme.
Os atores Asa Butterfield (20 anos na época do lançamento do filme) e Britt Robertson (27 na época) têm uma diferença de idade de sete anos entre eles, maior que seus respectivos personagens (ambos com 16 ou 17 anos), o que causou polêmica, porém, em uma entrevista, Robertson explica que a diferença de idade ajudou na dinâmica do relacionamento entre Tulsa e Gardner:
"Eu não acho que Tulsa seja realmente uma adolescente. Ela teve que ser uma adulta por muito tempo. Ela teve que cuidar de si mesma. Ela teve que descobrir onde ela ia morar e pagar sua hipoteca ou gasolina. Ela pensa como um adulto. Há essa dinâmica em que ela está quase sendo mãe dele de algumas maneiras. Há esse tipo de coisa muito específica em que ela está ensinando a ele sobre o mundo (dizendo): 'Recomponha-se, essas são pessoas. Por que você está fazendo assim? Por que você não está sendo humano? [Nossa diferença de idade] acho que ajuda muito na dinâmica. Não é algo que eu realmente preste atenção."
As filmagens começaram em 14 de setembro de 2015, em Albuquerque, Novo México.
As máscaras de mergulho Decathlon foram usadas como máscaras comuns para a equipe que ajuda os astronautas que retornam para fora da nave espacial.[carece de fontes?]
Andrew Lockington compôs a trilha sonora do filme, lançada pela Sony Music Entertainment.[carece de fontes?]

## Lançamento
Em agosto de 2015, a STX Entertainment agendou o lançamento do filme em 29 de julho de 2016. A data de lançamento foi posteriormente alterada pelo outro lançamento da STX, Bad Moms, e foi transferida para 19 de agosto de 2016. No entanto, Kubo and the Two Strings, Ben-Hur e War Dogs estavam programados para 19 de agosto de 2016 e a STX Entertainment mudou sua data de lançamento posteriormente para 21 de dezembro de 2016, permitindo mais tempo para o trabalho nos efeitos visuais. A data de lançamento do filme foi posteriormente transferida para 16 de dezembro de 2016 e, finalmente, a STX Entertainment mudou sua data de lançamento posteriormente para 3 de fevereiro de 2017.

### Bilheteria
The Space Between Us arrecadou US$ 7,9 milhões nos Estados Unidos e Canadá e US$ 6,9 milhões em outros territórios, num total mundial de US$ 14,8 milhões, contra um orçamento de produção de US$ 30 milhões.
Na América do Norte, The Space Between Us foi lançado ao lado de Rings e The Comedian, e foi projetado para arrecadar entre US$ 8–10 milhões em 2.812 cinemas durante seu fim de semana de estreia. O filme acabou arrecadando US$ 1,4 milhão no primeiro dia e US$ 3,8 milhões no fim de semana de estreia, terminando bem abaixo das expectativas e ficando em 7.º nas bilheterias. Em seu terceiro fim de semana, o filme arrecadou 260.000 dólares depois de ser retirado de 2.441 cinemas (queda de 84,6% para 331), marcando a 8.ª maior queda de teatro da história.

### Resposta crítica
No Rotten Tomatoes, o filme tem uma classificação de aprovação de 16% com base em 131 críticas, com uma classificação média de 4.2/10. O consenso crítico do site diz: "The Space Between Us encalha seus jovens amantes, atravessados por estrelas, em uma extensão espantosa de queijo sem vergonha que fará com que todos, exceto os espectadores mais perdoadores, procurem as saídas." No Metacritic, o filme possui uma pontuação de 33 em 100, com base em 32 críticos, indicando "críticas geralmente desfavoráveis". O público consultado pelo CinemaScore atribuiu ao filme uma nota média de "A–" na escala A+ a F.
Ao escrever para a IndieWire, David Ehrlich atribuiu ao filme uma nota "C", chamando-o de "uma história de amor de ficção científica inocente e de boa índole". Kevin Maher fez uma crítica contundente no The Times, escrevendo que o filme é "notável apenas por uma ciência horrendamente ruim e um desempenho de Gary Oldman com uma carreira baixa".

### Premiações
| Award              | Data do evento       | Categoria                               | Nomeado(s)           | Resultado | Ref.   |
| ------------------ | -------------------- | --------------------------------------- | -------------------- | --------- | ------ |
| Teen Choice Awards | 31 de julho de 2016  | Melhor Atriz de Filme: AnTEENcipated    | Britt Robertson      | Indicado  | [ 26 ] |
| Teen Choice Awards | 13 de agosto de 2017 | Melhor Filme: Ficção Científica         | The Space Between Us | Indicado  | [ 27 ] |
| Teen Choice Awards | 13 de agosto de 2017 | Melhor Ator de Filme: Ficção Científica | Asa Butterfield      | Indicado  | [ 27 ] |